# Melkerij Sint-Marie

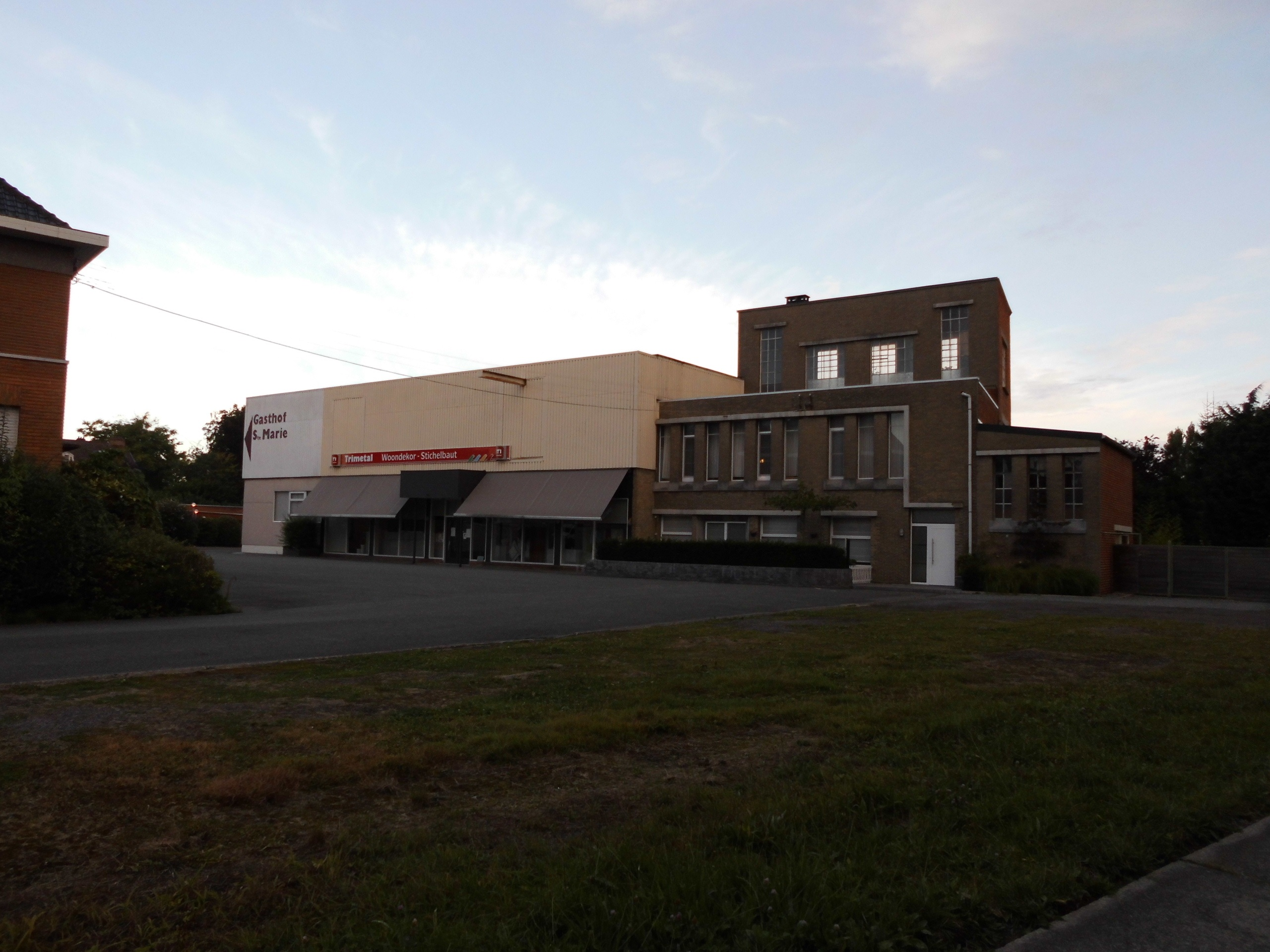
De voormalige melkerij in Maldegem.

Melkerij Sint-Marie was een Belgisch melkverwerkend bedrijf dat zijn oorsprong had in de West-Vlaams gemeente Oedelem.
De zuivelfabriek werd in 1901 opgericht door Henri Maes, die afkomstig was uit het naburige Knesselare. Hij woonde en vestigde zich in de Bruggestraat, waar hij zijn activiteiten - samen met zijn drie zoons - stelselmatig uitbreidde. De werking bestond er in de melk te gaan ophalen bij de landbouwers en deze nadien te verwerken tot flessenmelk, kaas en boter. In de loop van de volgende jaren richtte de familie Maes nog een melkerij op in Maldegem (langs de Gentsesteenweg) en een in Zomergem (op de hoek van het Motje met de Zandstraat).
In elk van de afdelingen werkten er enkele tientallen personen.

## Uitbreiding en overname
In Oedelem werd de behuizing - na meerdere uitbreidingen - te krap, zodat er in 1964 werd uitgeweken naar een nieuwe inplanting aan de Sijselestraat. Maar ook deze vestiging werd reeds in 1979 gesloten, nadat de familie Maes eerder was toegetreden tot Comelco. Zelf een samenwerking van meerdere sectorgenoten die zijn activiteiten centraliseerde in Aalter langs het kanaal Gent-Brugge.
Uiteindelijk werden alle drie de Sint-Marie-vestigingen gesloten, waarna het personeel verhuisde naar Aalter. De melkerij in Oedelem werd een winkelcentrum, in die van Maldegem kwam een restaurant en in Zomergem werd alles afgebroken. Comelco werd later overgenomen door het Nederlandse Campina en fuseerde later tot FrieslandCampina.
Aan de Oedelemse Bruggestraat - waar het eens begon - kwam een appartementsblok, enkel de herenwoning wacht nog op renovatie en een bestemming.

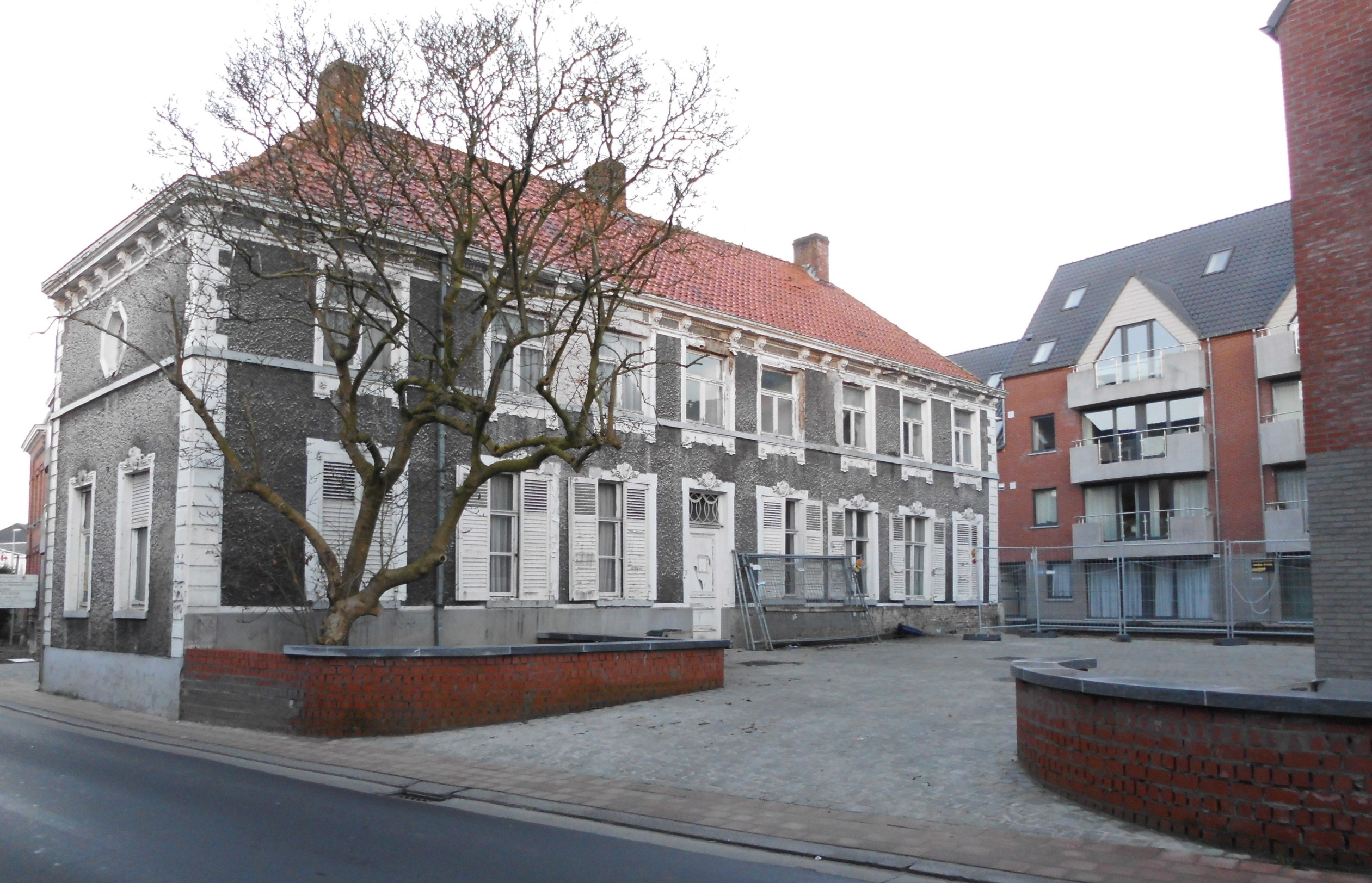
In de Oedelemse Bruggestraat rest enkel nog de herenwoning.
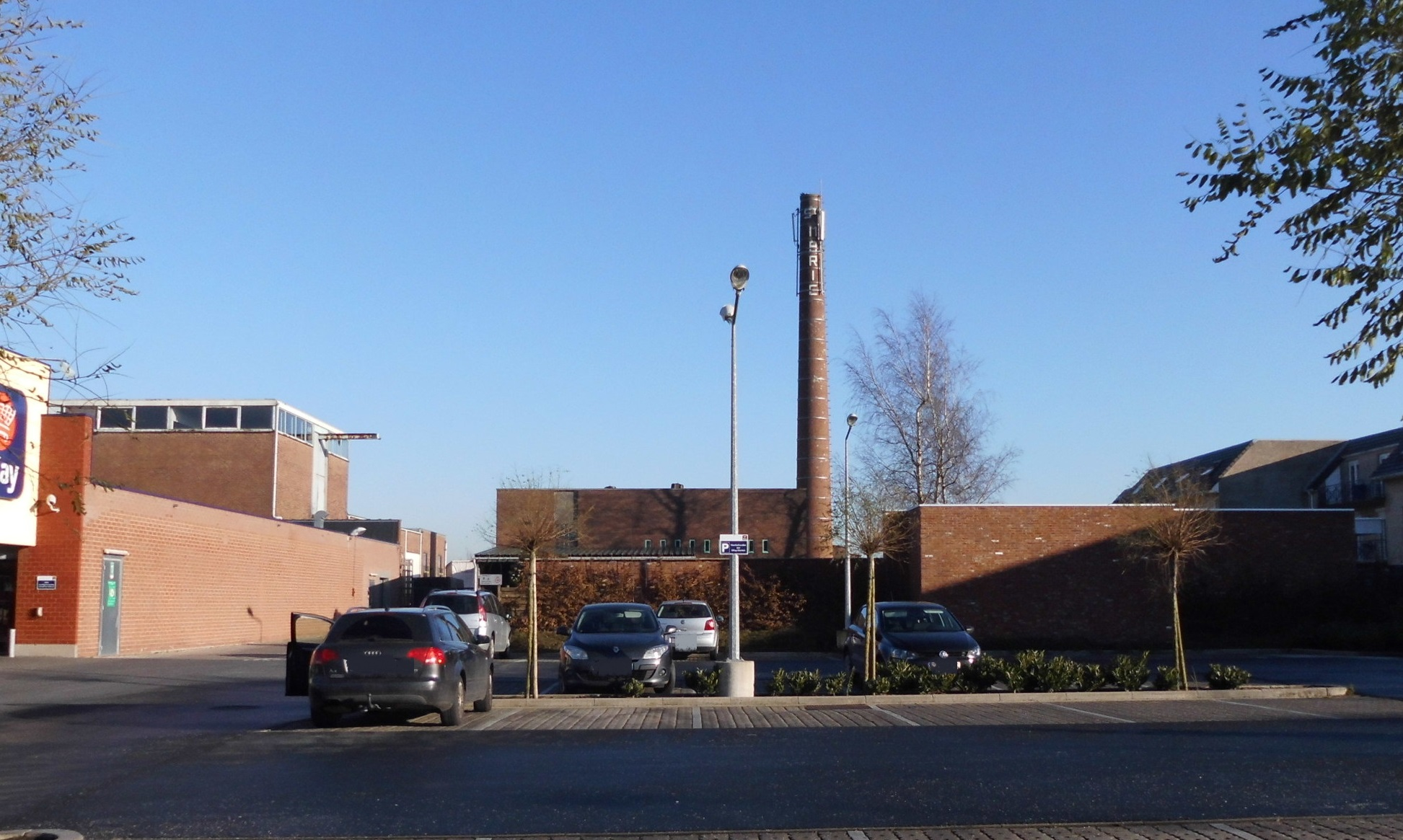
De tweede vestiging in Oedelem.